# (36444) 2000 PA31
2000 PA31 (asteroide 36444) é um asteroide da cintura principal. Possui uma excentricidade de 0.12638010 e uma inclinação de 5.26922º.
Este asteroide foi descoberto no dia 1 de agosto de 2000 por Marc W. Buie em Cerro Tololo.